# Carl Wilhelm Hahn (zoologiste)
Pour les articles homonymes, voir Carl Wilhelm Hahn et Hahn.

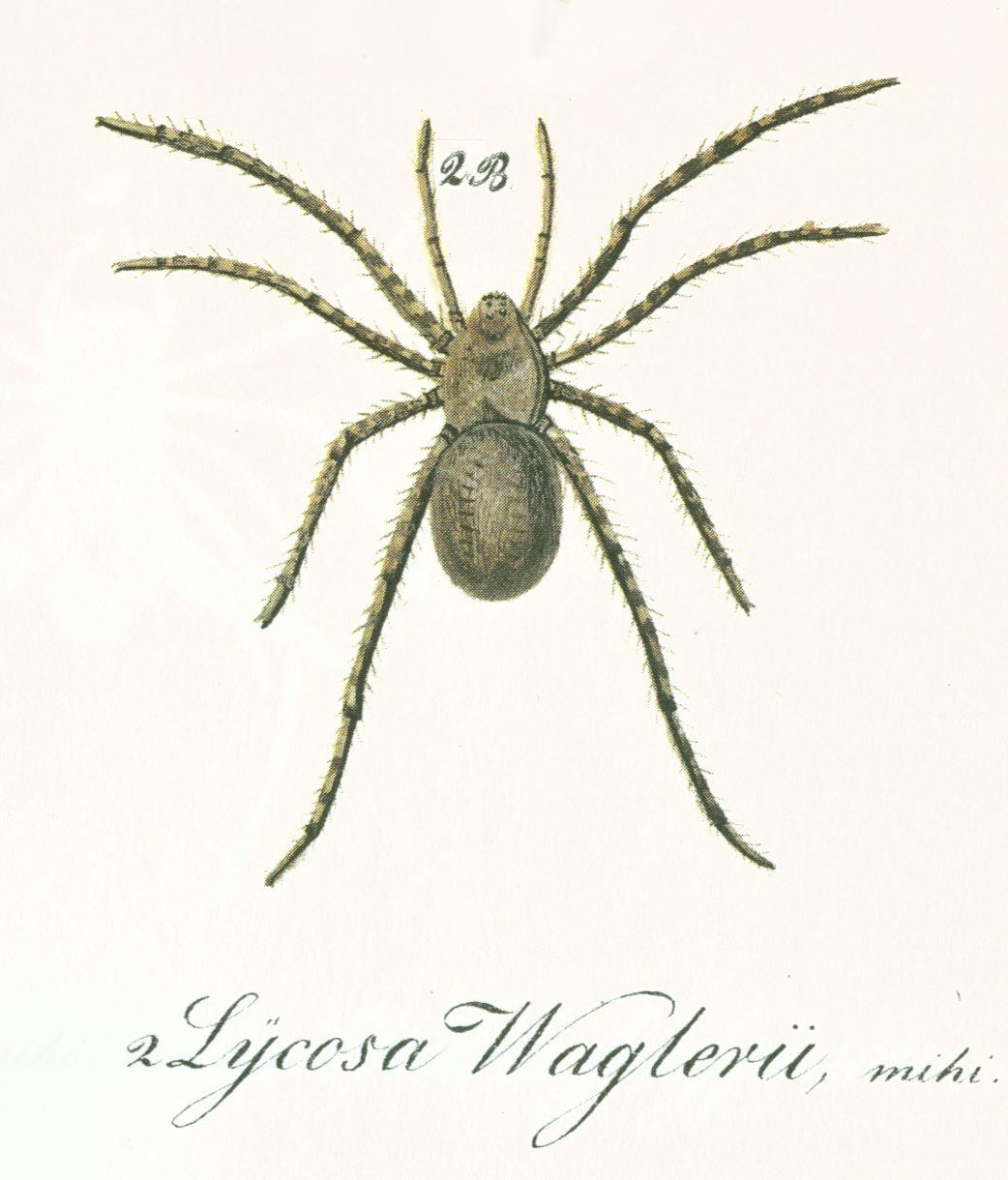

Carl Wilhelm Hahn est un zoologiste bavarois, né le 16 décembre 1786 et mort le 7 novembre 1836.

## Biographie
Carl Hahn vit à Nuremberg et étudie les araignées de son pays. Il leur consacre deux livres qu'une mort prématurée empêche de terminer : Monographie des Spinnen et Die Arachniden (1831 à 1838). Hahn ne signera que les quatre premiers volumes de ce dernier livre  qui en comprend seize ; il sera achevé par Carl Ludwig Koch (1778-1857).
Il publie également un atlas sur les oiseaux intitulé Die Vögel aus Asien, Afrika, America und Neuholland (1819-1836).
Il étudie aussi les insectes hétéroptères (punaises) et publie des travaux aussi importants que ceux qu'il consacre aux araignées : Die wanzenartigen Insecten. Getreu nach der Natur abgebildet und beschrieben. 3 volumes, Zeh: Nuremberg, (1831–1835) ; un 4e volume sera continué par G. A. W. Herrich-Schäffer (1799-1874).

## Liste partielle des publications
- 1834. Die wanzenartigen Insecten. Getreu nach der Natur abgebildet und beschrieben. Deuxième volume. C.H. Zehschen Buchhandlung, Nuremberg. 2 : 142 pp.